# Nærøy
Nærøy (norw. Nærøy kommune) – dawna norweska gmina leżąca w regionie Trøndelag. Jej siedzibą było miasto Kolvereid. 1 stycznia 2020 roku, połączyła się z gminą Vikna w jedną gminę o nazwie Nærøysund (z wyjątkiem obszaru wokół Lund, który został przyłączony do gminy Namsos).

## Demografia
Według danych z roku 2005 gminę zamieszkiwały 5233 osoby. Gęstość zaludnienia wynosiła 4,92 os./km². Pod względem zaludnienia Nærøy zajmowała 188. miejsce wśród norweskich gmin.
| ludność stan na 1 stycznia 2005 |         |           |       |
|                                 | kobiety | mężczyźni | razem |
| osób                            | 2663    | 2570      | 5233  |
| %                               | 50,89%  | 49,11%    | 100%  |

| wykształcenie stan na 1 października 2004 |        |         |        |        |
|                                           | podst. | średnie | wyższe | niezn. |
| osób                                      | 1092   | 2473    | 483    | 50     |
| %                                         | 26,65% | 60,35%  | 11,79% | 1,22%  |

## Edukacja
Według danych z 1 października 2004:
- liczba szkół podstawowych (norw. grunnskolar): 10
- liczba uczniów szkół podst.: 781

## Władze gminy
Według danych na rok 2011 administratorem gminy (norw. rådmann) byl Arnt Magne Wendelbo, natomiast burmistrzem (norw. ordfører, d. borgermester) był Steinar Aspli.